# Les Frères Karamazov (film, 1947)
Pour les articles homonymes, voir Les Frères Karamazov.
Pour plus de détails, voir Fiche technique et Distribution.
Les Frères Karamazov (titre original : I fratelli Karamazoff) est un film italien de Giacomo Gentilomo, adapté du célèbre roman éponyme de Dostoïevski, et sorti en 1947.

## Synopsis
Quand une tragédie frappe Fiodor Karamazov, la relation avec ses trois fils s'avère être remplit d’intrigues, d’envie et de tromperie.

## Fiche technique
- Titre : Les Frères Karamazov
- Titre original : I fratelli Karamazoff
- Réalisation : Giacomo Gentilomo
- Scénario : Gaspare Cataldo, Fiodor Dostoïevski (roman), Alberto Vecchietti
- Société de production : Comiran
- Pays :  Italie
- Langue : Italien
- Format : Noir et blanc, son Mono, 1,37:1
- Durée : 116 minutes
- Dates de sortie : 
  - Italie : 4 décembre 1947
  - France : 1er juillet 1955

## Distribution
- Fosco Giachetti : Dimitri Karamazov
- Mariella Lotti : Caterina - la fiancée de Dimitri
- Elli Parvo : Gruscenka
- Andrea Checchi : Ivan Karamazov
- Giulio Donnini : Smerdyakov
- Lamberto Picasso
- Carlo Conso
- Milly Vitale : Lisa
- Laura Carli
- Franco Scandurra
- Domenico Serra
- Attilio Torelli
- Paola Veneroni
- Liana Del Balzo